# Quintet (pel·lícula)
Quintet és una pel·lícula estatunidenca de ciència-ficció apocalíptica i postapocalíptica dirigida per Robert Altman el 1979. Presenta entre d'altres Paul Newman, Brigitte Fossey, Bibi Andersson, Fernando Rey, Vittorio Gassman i Nina Van Pallandt. La banda sonora va ser enregistrada per la New York Philharmonic. Ha estat doblada al català.

## Argument
La història té lloc durant una nova era de glaciació. Les càmeres rastregen el que sembla un espai buit, desert i congelat fins que es distingeixen dues figures distants borroses. Són el caçador de foques Essex (Paul Newman) i la seva companya embarassada, Vivia (Brigitte Fossey), filla d'un dels últims companys de cacera d'Essex. Estan viatjant cap al Nord, on Essex espera reunir-se amb el seu germà, Francha (Thomas Hill).
Essex i Vivia finalment troben l'apartament de Francha, però la reunió és curta. Mentre que Essex és fora a comprar llenya, un jugador anomenat Redstone (Craig Richard Nelson) llança una bomba a l'apartament de Francha, que mata tothom, incloent-hi Vivia. Essex veu Redstone fugint de l'escena i l'atrapa a l'"Espai d'Informació" del sector; Essex presencia l'assassinat de Redstone per un jugador llatí anomenat St. Christopher (Vittorio Gassman). Quan St. Christopher marxa, Essex escorcolla les butxaques de Redstone i troba un paper amb una llista de noms: Francha, Redstone, Goldstar, Deuca, St. Christopher i Ambrosia.
Confós pel misteri, Essex descobreix que Redstone havia comprovat prèviament l'Hotel Electra, un centre turístic en un altre sector. Visita l'hotel i assumeix la identitat de Redstone. Immediatament després de registrant-se, a Essex li dona una benvinguda inesperada Grigor (Fernando Rey), que és el traficant al casino. Insistint que no li vol mal, Grigor convida Essex (com "Redstone") al casino, on els jugadors estan implicats ara en un torneig de "quintet".
Allà coneix Ambrosia (Bibi Andersson), que sempre juga al "sisè home" en el partit.
Essex és inconscient que el torneig de Quintet és una lluita per la supervivència del més apte. Els que es "maten" en el joc s'executen en la vida real. Grigor i St. Christopher són conscients que Essex no és el Redstone real, així l'ignoren i se centren en els altres jugadors. Goldstar (David Langton) és el primer mort, seguit per Deuca (Nina van Pallandt), fins que els únics dos jugadors que queden són St. Christopher i Ambrosia. Ambrosia, tanmateix, insisteix que Essex sigui considerat com a jugador en el joc, ja que ha assumit la identitat de Redstone. Grigor accepta i informa St. Christopher que ha d'eliminar Essex abans d'enfrontar-se a Ambrosia.

## Repartiment
- Paul Newman: Essex
- Vittorio Gassman: Sant Christopher
- Fernando Rey: Grigor
- Bibi Andersson: Ambrosia
- Brigitte Fossey: Vivia, la dona d'Essex
- Craig Richard Nelson: Redstone
- Monique Mercuri: l'amic de Redstone
- Françoise Berd: Dona de casa de caritat
- Nina van Pallandt: Deuca